# Puchar Europy w Wielobojach 1975
2. Puchar Europy w wielobojach – zawody lekkoatletyczne zorganizowane latem 1975 roku. Finał imprezy odbył się 6 i 7 września 1975 na stadionie bydgoskiego Zawiszy. Ostatecznie rywalizację wśród panów wygrał Związek Radziecki, a wśród pań reprezentacja NRD.

## Rezultaty

### Finał pucharu Europy

#### Mężczyźni
| Pozycja | Reprezentacja | Wynik (pkt) |
| ------- | ------------- | ----------- |
| 1       | ZSRR          | 23631       |
| 2       | Polska        | 22824       |
| 3       | Szwecja       | 22763       |
| 4       | NRD           | 22625       |
| 5       | RFN           | 22374       |
| 6       | Finlandia     | 22137       |
| 7       | Francja       | 21365       |

#### Kobiety
| Pozycja | Reprezentacja | Wynik (pkt) |
| ------- | ------------- | ----------- |
| 1       | NRD           | 13754       |
| 2       | ZSRR          | 13186       |
| 3       | RFN           | 12751       |
| 4       | Austria       | 12622       |
| 5       | Węgry         | 12124       |
| 6       | Francja       | 12064       |
| 7       | Polska        | 11745       |

### Półfinały
W 1975 odbyły się trzy półfinały pucharu Europy w wielobojach. Dwie pierwsze reprezentacje z każdego półfinału – wśród panów i pań – awansowały do wrześniowego finału w Bydgoszczy.

#### Bańska Bystrzyca

##### Mężczyźni
| Pozycja | Reprezentacja  | Wynik (pkt) |
| ------- | -------------- | ----------- |
| 1       | Finlandia      | 22686       |
| 2       | Szwecja        | 22635       |
| 3       | Czechosłowacja | 22624       |
| 4       | Dania          | 21253       |
| 5       | Polska         | 20410       |
| 6       | Holandia       | 20264       |

##### Kobiety
| Pozycja | Reprezentacja  | Wynik (pkt) |
| ------- | -------------- | ----------- |
| 1       | RFN            | 12856       |
| 2       | Węgry          | 12139       |
| 3       | Holandia       | 11872       |
| 4       | Dania          | 11673       |
| 5       | Polska         | 11619       |
| 6       | Czechosłowacja | 11615       |
| 7       | Szwecja        | 11456       |

#### Barcelona

##### Mężczyźni
| Pozycja | Reprezentacja   | Wynik (pkt) |
| ------- | --------------- | ----------- |
| 1       | NRD             | 22969       |
| 2       | Francja         | 22689       |
| 3       | Belgia          | 21696       |
| 4       | Szwajcaria      | 21310       |
| 5       | Hiszpania       | 20573       |
| 6       | Wielka Brytania | 20314       |
| 7       | Islandia        | 19766       |

##### Kobiety
| Pozycja | Reprezentacja   | Wynik (pkt) |
| ------- | --------------- | ----------- |
| 1       | NRD             | 13557       |
| 2       | Francja         | 12735       |
| 3       | Wielka Brytania | 12302       |
| 4       | Szwajcaria      | 12107       |
| 5       | Hiszpania       | 9912        |

#### Braszów

##### Mężczyźni
| Pozycja | Reprezentacja | Wynik (pkt) |
| ------- | ------------- | ----------- |
| 1       | ZSRR          | 23015       |
| 2       | RFN           | 22612       |
| 3       | Austria       | 22232       |
| 4       | Rumunia       | 21895       |
| 5       | Bułgaria      | 21475       |

##### Kobiety
| Pozycja | Reprezentacja | Wynik (pkt) |
| ------- | ------------- | ----------- |
| 1       | ZSRR          | 12894       |
| 2       | Austria       | 12246       |
| 3       | Rumunia       | 11651       |
| 4       | Bułgaria      | 11520       |